# جيسيكا ميلا
جيسيكا ميلا (بالإندونيسية: Jessica Mila Agnesia)‏ هي عارضة وممثلة إندونيسية، ولدت في 3 أغسطس 1992 في لانغسا في إندونيسيا.

## وصلات خارجية
- جيسيكا ميلا على موقع IMDb (الإنجليزية)
- جيسيكا ميلا على موقع قاعدة بيانات الفيلم (الإنجليزية)